# Biologia da conservação

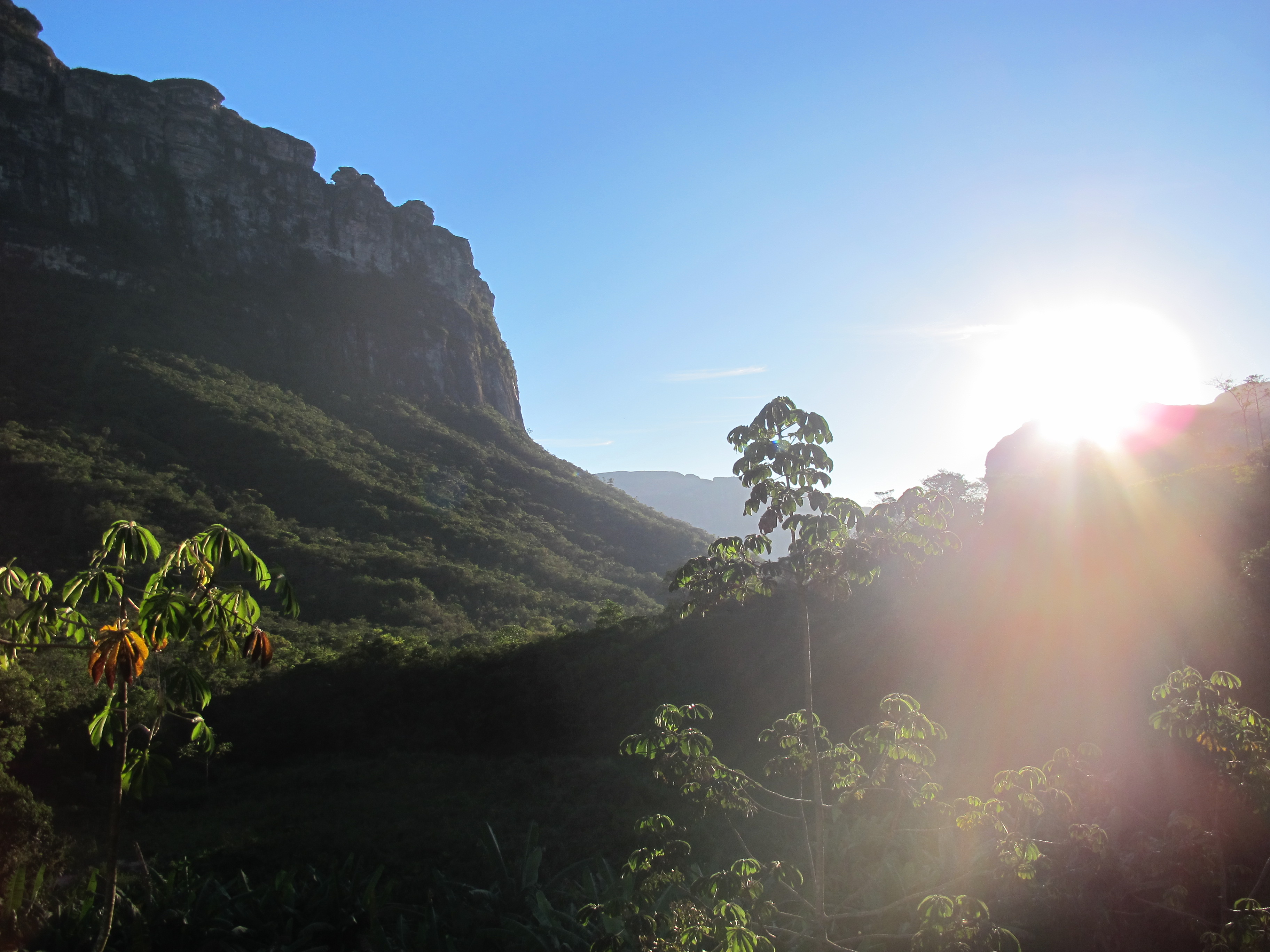
Vale do Pati - Parque Nacional da Chapada Diamantina

A Biologia da Conservação foi cristalizada como uma disciplina devido não somente ao crescimento da percepção de uma crise de extinção, mas também devido à percepção de uma lacuna entre biólogos ecologistas e manejadores de recursos  e desenvolvida para combater a crise da biodiversidade, com dois objetivos principais: primeiro, entender os efeitos da atividade humana sobre as espécies, comunidades e ecossistemas, e, segundo, desenvolver abordagens práticas para prevenir a extinção de espécies e, se possível, reintegrar as espécies ameaçadas ao seu ecossistema funcional .
Os biólogos da conservação sabem que cada espécie é uma peça-chave da evolução, potencialmente imortal exceto por chance rara ou escolha humana, sendo sua perda um desastre. As comunidades biológicas que levaram milhões de anos para se desenvolver vêm sendo devastadas pelo homem em toda a terra e a lista de transformações de sistemas naturais que estão diretamente relacionadas à atividades humanas é longa (Primack e Rodrigues, 2001), ou seja, a escolha humana prevalece.
A linha de pesquisa Ecologia da Conservação está voltada para o desenvolvimento de estudos teóricos ou aplicados relacionados com a conservação da fauna e da flora. Os estudos podem ser referentes a uma única espécie, a um grupo taxonômico, ecossistema ou região. Os estudos ainda podem ser de avaliação de políticas públicas de conservação, planejamento sistemático para conservação, modelagem de cenários de conservação ou avaliação do status de conservação de espécies da fauna e flora.

## História
É um campo relativamente recente, sintético, que aplica os princípios da ecologia, da biogeografia, genética de populações, economia, sociologia, antropologia, filosofia, e outras disciplinas teoricamente embasadas, para a manutenção da diversidade biológica por todo o mundo. É recente na medida em que é um produto dos anos 1980, embora as suas raízes retrocedam a séculos. Ele é sintético porque une disciplinas tradicionalmente acadêmicas, como a biologia de populações e a genética, com as tradições aplicadas de manejo da vida selvagem, da pesca e da terra, e de campos afins. É, sobretudo, desafiador e imperativo, porque é motivado pelas mudanças globais causadas pelos humanos que têm resultado no maior episódio de extinção em massa desde o desaparecimento dos dinossauros há 65 milhões de anos.
A história natural foi uma das principais preocupações no século XVIII, com grandes expedições e a abertura de exposições públicas populares na Europa e América do Norte. No início do século XIX, a biogeografia foi acesa através dos esforços de Alexander von Humboldt, Charles Lyell e Charles Darwin. O fascínio do século XIX com história natural gerou um fervor por ser o primeiro a coletar espécimes raras com o objetivo de fazê-lo antes que eles se extinguiram por outros tais colecionadores. Embora o trabalho de muitos naturalistas do século XVIII e 19 tenham servido para inspirar os amantes da natureza e organizações de conservação, seus escritos, por padrões modernos, mostrou insensibilidade para com a conservação, já que eles matariam centenas de espécimes para suas coleções.
A Biologia da Conservação tem suas raízes nas muitas culturas que ao longo de milhares de anos através de suas crenças religiosas e filosóficas relacionam o valor das espécies a vida natural. Filósofos como Ralph Waldo Emerson e Henry David Thoreau elegeram a natureza como um elemento importante para o desenvolvimento moral e espiritual do homem. Defensores da vida natural, tais como John Muir e Aldo Leopold, trabalharam pela preservação das paisagens  e manutenção da saúde dos ecossistemas naturais. Segundo os adeptos da Hipótese de Gaia, a Terra apresenta as propriedades de um “super organismo” cujos componentes biológicos, físicos e químicos interagem para manter as características da atmosfera e do clima.
A ética da conservação que começou a evoluir incluiu três princípios fundamentais: a de que a atividade humana danificou o ambiente, de que havia um dever cívico para manter o ambiente para as gerações futuras, e que os métodos científicos  com base empírica deviam ser aplicados para garantir o referido direito. Uma das primeiras sociedades de conservação foi a Sociedade Real para a Protecção das Aves, fundada em 1889 em Manchester, como um grupo de protesto campanha contra o uso de peles e penas em roupas de peles. No Estados Unidos, o Ato de Reserva Florestal de 1891 deu o poder ao Presidente de constituir reservas florestais em terras de domínio público. No século XX, canadenses e funcionários públicos, incluindo Charles Gordon Hewitt e James Harkin lideraram o movimento em direção à conservação da vida selvagem.
Em meados do século XX, os esforços se direcionaram a conservação de espécies-alvo individuais. A New York Zoological Society foi fundamental no desenvolvimento de conceitos e estabelecimento da conservação de determinadas espécies, bem como a realização de estudos de conservação necessários para determinar quais locais são mais apropriados e devem ser prioridades de conservação. Em 1980, um desenvolvimento significativo foi o surgimento do movimento de conservação urbano, criado em Birmingham, Reino Unido, seguido por uma rápida sucessão em várias cidades do Reino Unido, em seguida, no exterior. Embora percebida como um movimento popular, seu desenvolvimento inicial foi impulsionado pela pesquisa acadêmica em animais selvagens urbanos.
Em 1992, a maioria dos países do mundo tornaram-se comprometidos com os princípios de conservação da diversidade biológica com a Convenção sobre Diversidade Biológica, posteriormente, muitos países começaram programas de Planos de Ação de Biodiversidade para identificar e conservar as espécies ameaçadas dentro de suas fronteiras, bem como habitats associados. Final dos anos 1992 aumentou o profissionalismo do setor, com o amadurecimento de organizações ambientais. Desde 2000, o conceito de conservação em escala de paisagem ganhou proeminência, com menos ênfase a ser dada a uma única espécie ou mesmo  ações focadas em um único habitat, em vez disso uma abordagem ecossistêmica é defendida pela maioria dos conservacionistas tradicionais, embora preocupações foram expressas por aqueles que trabalham para proteger algumas espécies de alta importância.
Prioritariamente, essa ciência busca compreender as consequências da atividade humana nas espécies, comunidades e ecossistemas, e, então, desenvolver abordagens práticas para prevenir a extinção de espécies e, se possível, reintegrar espécies ameaçadas. Também procura identificar as razões para o declínio de populações que se encontram em níveis críticos de existência.
A Biologia da Conservação não pretende criar leis e muito menos unidade de medida para a diversidade, ou normas para conservação, e sim discutir formas de proteger áreas com alta diversidade, e também de recuperar espécies que se encontram vulneráveis a extinção. Como grande parte das ameaças à biodiversidade tem origem na pressão exercida pelo desenvolvimento das civilizações, a Biologia da Conservação se apropria dos conhecimentos de outras áreas e não somente da Biologia.

## Princípios ou Pressupostos Básicos
Segundo Primack & Rodrigues (2001) a Biologia da Conservação se apoia em alguns pressupostos básicos acerca de princípios éticos e ideológicos que deveriam levar a debates sociais em favor da conservação da diversidade biológica. São elas:
(I) Toda espécie tem o direito de existir, pois são frutos de uma história evolutiva e são adaptadas;
(II) Todas as espécies são interdependentes, pois estas interagem de modo complexo no mundo natural, e a perda de uma espécie leva a consequente influência sobre as demais;
(III) Os humanos vivem dentro das mesmas limitações que as demais espécies, que são restritas a um desenvolvimento, em razão a capacidade do meio ambiente, e a espécie humana deveria seguir esta regra, para não prejudicar a sua e as outras espécies;
(IV) A sociedade tem responsabilidade de proteger a Terra, devendo usar os recursos de modo a não esgotá-los para as próximas gerações;
(V) O respeito pela diversidade humana é compatível com o respeito pela diversidade biológica, pois como apreciamos a diversidade cultural humana deveríamos apreciar a diversidade biológica;
(VI) A natureza tem um valor estético e espiritual que transcende o seu valor econômico, e isto deve ser mantido independente de qualquer coisa;
(VII) A diversidade biológica é necessária para determinar a origem da vida, espécies que vão se extinguindo poderiam ser importantes nas pesquisas sobre a origem da vida.
Também tem como objetivo encontrar soluções para situações que ameaçam a biodiversidade, por meio de medidas que envolvem vários setores da sociedade, como governos, instituições públicas e privadas, universidades, organizações-não-governamentais, entre outras.

## Biodiversidade
É um termo científico conhecido em todo o mundo, mas ainda não é bem compreendido, possuindo diversos enunciados (Lewinsohn, 2001):
• "A totalidade de gens, espécies e ecossistemas de uma região e do mundo" (Estratégia Global de Biodiversidade).
• "A variedade total de vida na Terra. Inclui todos os genes, espécies, e ecossistemas, e os processos ecológicos de que são parte" (ICBP - Conselho Internacional para a Proteção das Aves).
• "Diversidade biológica significa a variabilidade de organismos vivos de todas as origens, compreendendo, dentre outros, os ecossistemas terrestres, marinhos e outros ecossistemas aquáticos e os complexos ecológicos de que fazem parte; compreendendo ainda a diversidade dentro de espécies, entre espécies e de ecossistemas" (Convenção sobre Diversidade Biológica, Artigo 2).
Biodiversidade refere-se ao número de diferentes categorias biológicas (riqueza), à abundância relativa dessas categorias (equitabilidade) e inclui: a variabilidade ao nível local (diversidade alfa), a complementaridade biológica entre habitats (diversidade beta) e variabilidade entre paisagens (diversidade gama). A biodiversidade se manifesta em todos os níveis de organização dos seres vivos (das células aos ecossistemas) e diz respeito a todas as espécies (vegetais, animais e microrganismos). Portanto, não há um nível considerado “correto” para se medir a biodiversidade. Uma alta diversidade se traduz imediatamente em maior número de relações de alimentação, parasitismo, simbiose e inúmeras outras formas possíveis de interações ecológicas.
A diversidade é fundamental para que se possam enfrentar as modificações ambientais, pois quanto maior a diversidade, maior a opção de respostas da natureza a estas modificações. Em 7% do planeta Terra, estão aproximadamente 50% das diferentes formas de vida (Myers, 1984 apud Laurence e Bierregard, 1997). Ao longo do tempo o planeta sofreu alterações que resultaram no desenho dos continentes, mares e oceanos que hoje conhecemos. Os organismos, por sua vez, se movimentaram na superfície da Terra expandindo ou contraindo sua área de distribuição, substituindo ou sendo substituídos. O clima também não foi sempre constante no planeta, há cerca de 2 milhões de anos ocorreram os períodos glaciários e interglaciários, que fizeram a temperatura média da Terra cair, expandindo as geleiras polares e as das montanhas por importantes espaços do globo e, posteriormente, voltar a subir, fazendo estas mesmas geleiras se retraírem novamente e voltarem aos seus limites anteriores.
Essas circunstâncias provocaram a expansão e retração de florestas a pequenos núcleos mais ou menos isolados, obrigando os organismos que dependiam destas florestas a se refugiarem nestas “ilhas” ou “refúgios”. As regiões da Terra mais distantes do Equador (zonas temperadas e frias) sofreram mais com o avanço e recuo das geleiras, enquanto as zonas tropicais guardaram condições climáticas tais que permitiram a existência destas ilhas, ou refúgios, por longos períodos de tempo. Estas regiões são as mais ricas em biodiversidade no planeta.
Autores como Pimm e Gilpin (apud Varela, Fontes e Rocha, 1999) indicam quatro causas principais da perda de espécies e empobrecimento da biodiversidade: 1. Destruição e fragmentação de habitats, poluição e degradação (a fragmentação de habitats colabora com o retardamento de respostas evolucionárias das espécies às alterações ambientais, e acelera a extinção de populações); 2. Eliminação exagerada de plantas e animais pelo homem; 3. Efeitos secundários de extinções; 4. Introdução de animais e plantas alienígenas.

## Ameaças à Biodiversidade
A interferência desordenada humana no meio ambiente é a grande causadora da perda da biodiversidade mundial. Plantas e animais têm sido exterminados de maneira muito rápida pela ação humana. A taxa de extermínio de espécies ocasionada pelo homem é 50 a 100 vezes superior aos índices de extinção por causa natural. A poluição, o uso excessivo dos recursos naturais, a expansão da fronteira agrícola em detrimento dos habitats naturais, a expansão urbana e industrial, tudo isso está levando muitas espécies vegetais e animais à extinção
Como consequência dessa destruição, a própria população humana sofre uma queda significativa da qualidade de vida, com reflexos imediatos na alimentação, saúde (aumento de doenças e epidemias), na vulnerabilidade a desastres naturais, na redução e restrição do uso de energia, na diminuição da oferta e distribuição irregular de água potável e, por conseguinte, na instabilidade social e política.
As práticas que causam a perda da biodiversidade estão melhor descritas abaixo, mas vale ressaltar que entre os distintos ecossistemas as ameaças sofridas tem diferentes níveis de impacto, bem como a maneira como respondem à essas ameaças (por exemplo, para ambientes terrestres a principal ameaça são o desmatamento e as queimadas, enquanto que para os ambientes aquáticos é a aquicultura e a pesca insustentável ).

## Extinção de Espécies

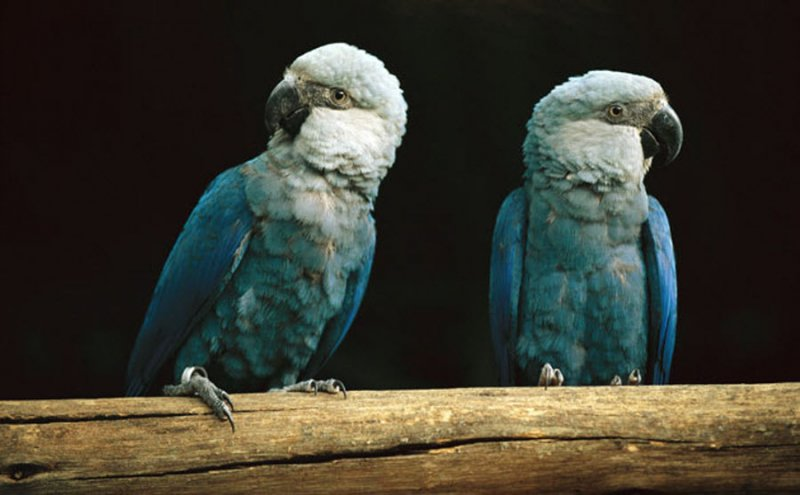
Ararinha-azul, Cyanopsitta spixii, espécie ameaçada de extinção.

Uma espécie é considerada extinta quando não existe nenhum indivíduo vivo na natureza, ou quando um representante da espécie não é observado durante 50 anos, ou ainda quando só existem indivíduos do mesmo sexo. Na prática, a maioria das espécies extintas não está devidamente registrada, pois, por mais que tenhamos avançado nas pesquisas científicas, pouco se sabe sobre a biodiversidade do planeta e sobre o comportamento das espécies.
As causas da extinção de espécies têm duas vertentes. A primeira é de origem natural, fruto da própria evolução da espécie na comunidade onde habita, por meio da seleção natural. O surgimento da espécie humana não alterou os mecanismos naturais de seleção, porém com o desenvolvimento do mundo moderno nos últimos séculos a vida selvagem vem sofrendo perdas irreparáveis do ponto de vista evolutivo.
No Brasil a lista de animais ameaçados é extensa: micos-leões, lobo-guará, araras, onças, tartarugas, peixes-boi, tamanduás, entre outros. No mundo todo, muitos animais são transformados em verdadeiros símbolos em defesa da vida silvestre. Por meio desses símbolos, outras espécies com menor grau de vulnerabilidade são beneficiadas com a criação de Unidades de Conservação, reservas, parques, entre outras categorias .

## Destruição de Habitat
A destruição de habitats é, atualmente, a principal causa para o desaparecimento de espécies. A percepção pelos cientistas de que há uma relação entre o tamanho e a variedade de habitats e a quantidade de espécies - relação espécies-área - é uma das generalizações mais antigas e profícuas da biologia moderna. Os debates que vêm ocorrendo em torno dela, desde o início do século XX, estão diretamente emaranhados com as questões sobre a perda de espécies pelo Planeta, onde a área de natureza selvagem diminui e se fragmenta a cada ano.
Embora seja difícil estabelecer o momento exato em que a percepção da relação espécies-área ocorreu pela primeira vez, precursores tão antigos como Johann Reinhold Forster, naturalista que acompanhou o capitão Cook em sua segunda viagem, já na segunda metade do século XVIII notava que as ilhas tinham um número maior ou menor de espécies conforme sua circunferência fosse mais ou menos extensa .
Nos últimos anos, alguns eventos de causas naturais, como o furacão Katrina, tornados, enchentes, deslizamentos de terra, têm causado enormes prejuízos a várias cidades no mundo inteiro. Alguns cientistas sugerem que esses eventos são provocados pelo agravamento do efeito estufa, um fenômeno natural que possibilita a existência de vida na Terra, por meio da manutenção da temperatura com oscilações suportáveis aos seres vivos. Porém, com o aumento das emissões de gases, esse fenômeno contribui com o aumento da temperatura e, consequentemente, potencializa o seu efeito alterando o clima a uma velocidade superior a capacidade de adaptação dos organismos.
A devastação das áreas naturais elimina, do ambiente, inúmeros indivíduos de várias espécies. A região sul e sudeste do Brasil já vem desmatando suas florestas há centenas de anos; atualmente, com a necessidade crescente do aumento da produção de soja, milho, feijão, arroz, leite, carne, entre outros, para suprir a demanda da população, extensas áreas do Cerrado e da Floresta Amazônica estão sendo desmatadas.
De acordo com o Instituto Nacional de Pesquisas Espaciais (INPE), entre os anos de 1990 e 2005, o Cerrado perdeu 20% de sua área original. Dados mais recentes do Ministério do Meio Ambiente já apontam um aumento desse percentual para 50%. Nesse mesmo período, a Mata Atlântica perdeu 8% da sua cobertura vegetal e, lamentavelmente, estima-se que já tenha perdido 93% da sua extensão original. Os dados referentes à Amazônia Legal são assustadores, apenas entre agosto de 2008 e agosto de 2009, estima-se que 7.008Km² de florestas tenham sido desmatadas.

## Fragmentação de Habitat
A fragmentação de habitats tem dois componentes: (1) redução da quantidade total de um certo tipo de habitat, ou talvez de todo o habitat natural, em uma paisagem; e (2) divisão do habitat remanescente em partes menores e isoladas (Harris, 1984; Wilcove et al., 1986; Saunders et al., 1991). As espécies mais vulneráveis tipicamente requerem grandes áreas de habitat contíguo, ou habitats específicos. A fragmentação causa mudanças no balanço competitivo entre as espécies, exacerbando as ameaças à sua diversidade .
Considera-se que a sobrevivência de boa parte da biota tropical dependerá de sua habilidade de persistir em ambientes altamente modificados e da nossa capacidade de manejá-los. Uma das estratégias mundialmente aceita para a conservação da biodiversidade é a criação de Unidades de Conservação. Elas são consideradas o pilar central para o desenvolvimento de estratégias nacionais para a conservação deste patrimônio (Fonseca et al, 1998). Cerca de 8.695.540 km², ou 7% da superfície da Terra, estão cobertos por UCs .
A perda de espécies em UCs é uma consequência esperada das relações espécies-área decorrente da teoria da biogeografia de ilhas. Mantidas como as únicas áreas onde ecossistemas naturais permanecem pouco alterados, mas isoladas entre si, as UCs se comportarão como ilhas e sofrerão os problemas da fragmentação. O desafio é encontrar padrões de distribuição de habitats na paisagem que assegurem conexões para as espécies, de forma a minimizar os efeitos da fragmentação, e outras ferramentas e estratégias que façam inserir as UCs em outro nível de preocupação da sociedade nacional .

### Biogeografia de Ilhas
As ilhas são divididas em dois tipos de acordo com sua origem: as oceânicas e as continentais. As ilhas oceânicas situam-se fora das plataformas continentais e jamais foram conectadas com os continentes. Já as ilhas continentais foram parte do continente no passado e se tornaram isoladas em decorrência de amplas variações do nível do mar ao longo do tempo geológico . Duas ilhas nunca são exatamente iguais, mas guardam características comuns, tais como área reduzida, isolamento geográfico, e idade recente.
Hoje, em decorrência dos processos humanos de substituição de ecossistemas naturais e fragmentação, indica-se também a existência de ilhas ambientais ou antropogênicas.A principal diferença entre ilhas nos continentes e no oceano está no tipo de barreira que limita a distribuição das espécies.
A premissa desta teoria é que a redução da área de uma ilha (por desmatamento, por exemplo) resultaria na redução da capacidade desta ilha em tolerar o mesmo número original de espécies. Ao contrário, ela toleraria apenas um número de espécies correspondente àquele de uma ilha menor. Este modelo tem sido aplicado às Unidades de Conservação e prediz que quando 50% de uma ilha é destruída, aproximadamente 10% das espécies que se encontram nesta ilha serão eliminadas. Uma das grandes aplicações práticas decorrentes da biogeografia de ilhas tem sido dar as bases para o desenho de UCs, dado que se pode aplicar uma visão de equilíbrio da diversidade para os biomas continentais tão bem quanto para as ilhas .

## Introdução de Espécies Exóticas

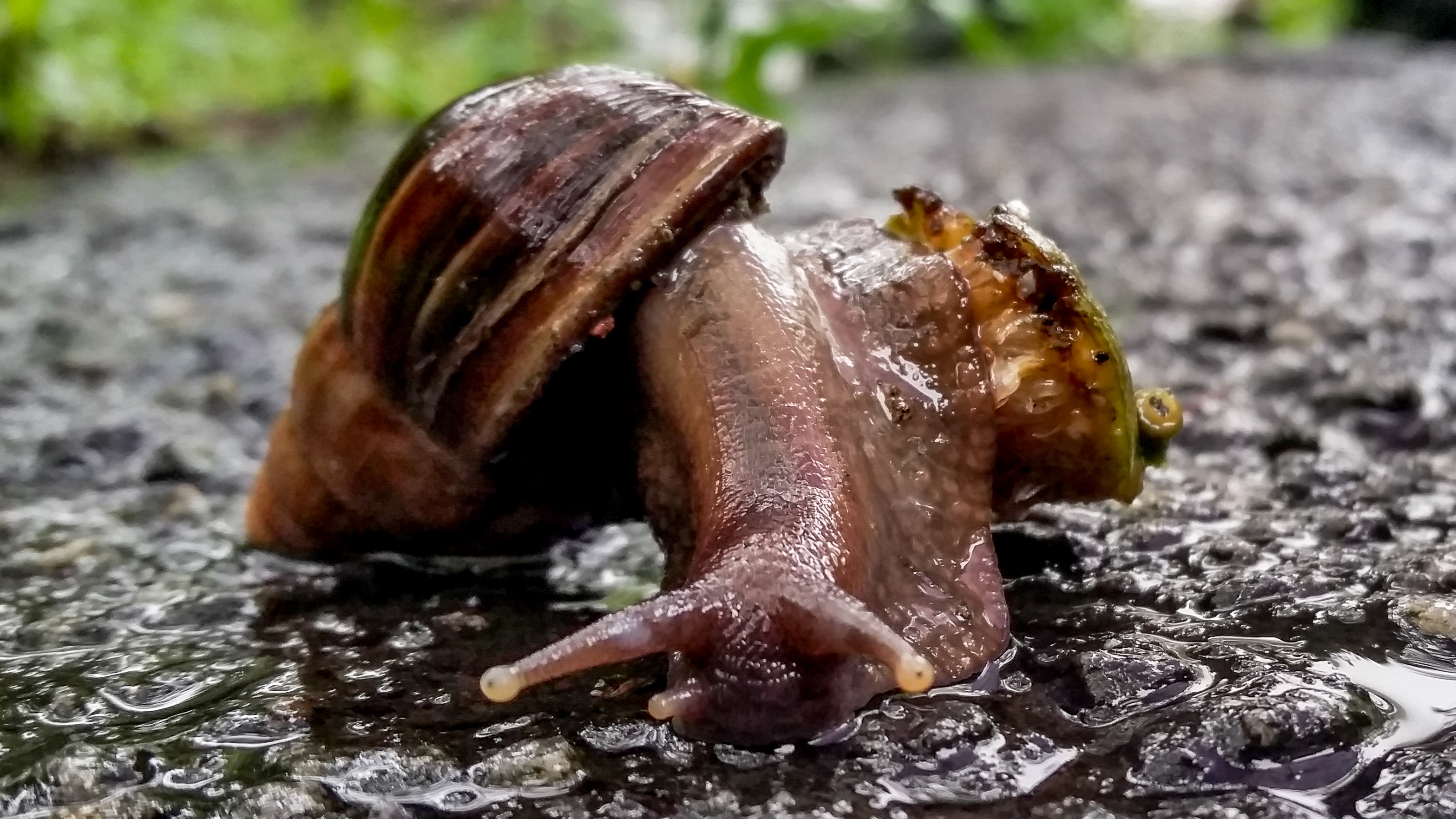
Caramujo africano, Achatina fulica, espécie exótica,

É considerada espécie exótica toda aquela que foi introduzida em um ecossistema (animais, vegetais e até mesmo micro-organismos) ao qual não faz parte, mas se adaptaram, se propagaram e, na maioria das vezes, exercem dominância, podendo alterar processos naturais.
Atualmente, cerca de 73 espécies de plantas e 71 espécies de animais foram identificadas como exóticas no Brasil, algumas delas são altamente benéficas não causando danos, como a mangueira, o limoeiro e o cafeeiro, já outras transformam-se em pragas.podendo causar verdadeiras catástrofes, alterando completamente a estrutura dos ecossistemas.
Um exemplo é o caramujo africano, Achatina fulica, introduzido para o uso na alimentação humana e se alastrou por quase todo o Brasil, tornando-se uma praga agrícola, especialmente no litoral. O Pinnus elliotti foi introduzido no Brasil, em São Paulo, por interesse florestal, por ser estritamente monoespecífica, impede a instalação de outras espécies, porque sua presença aumenta a acidez do solo e transforma ecossistemas abertos (campos e restingas) em ecossistemas fechados (florestal), causando perda de diversidade por sombreamento, levando o solo à exposição e consequentemente erosão e assoreamento de cursos d’água, impactando a fauna aquática. Outra forma de introdução de espécies exóticas  é por meio da piscicultura. Peixes como o tucunaré (Cichla sp.) e o tambaqui (Colossoma macropomum), originários da bacia amazônica, foram introduzidos no Pantanal.
Na maioria das vezes, as espécies de alto interesse econômico são exóticas e a principal forma de combater a introdução indesejável de espécies é a conscientização da população, que é o principal vetor na disseminação de espécies para uso ornamental ou cultivo 

## Poluição e Degradação
Como agente poluidor, inúmeras fontes podem ser citadas como exemplo, a mineração, desmatamento, construção de ferrovias e rodovias, crescimento populacional, resíduos radioativos, ameaça nuclear, indústrias, entre muitos outros. Os problemas de poluição X degradação nem sempre são observados, medidos ou mesmo sentidos pela população, isso porque muitos deles são cumulativos e somente sentidos a longo prazo. Além disso, o agravamento em curto período de tempo do aquecimento do planeta, das chuvas ácidas, dos dejetos lançados em rios e mares, entre outros,  tem merecido atenção especial no mundo inteiro, e com certeza causando profundas alterações em todos os seres vivos e até mesmo levando a perda da diversidade .

## Exploração Indevida de Espécies
Um dos principais vetores do desmatamento no Brasil é a exploração ilegal dos recursos naturais, entre eles a madeira. No Brasil, estima-se a ilegalidade entre 64% e 80% da produção da Amazônia Legal. Globalmente, calcula-se que cerca da metade da exploração florestal realizada nas regiões da Ásia, África Central, Rússia e América do Sul sejam ilegais.

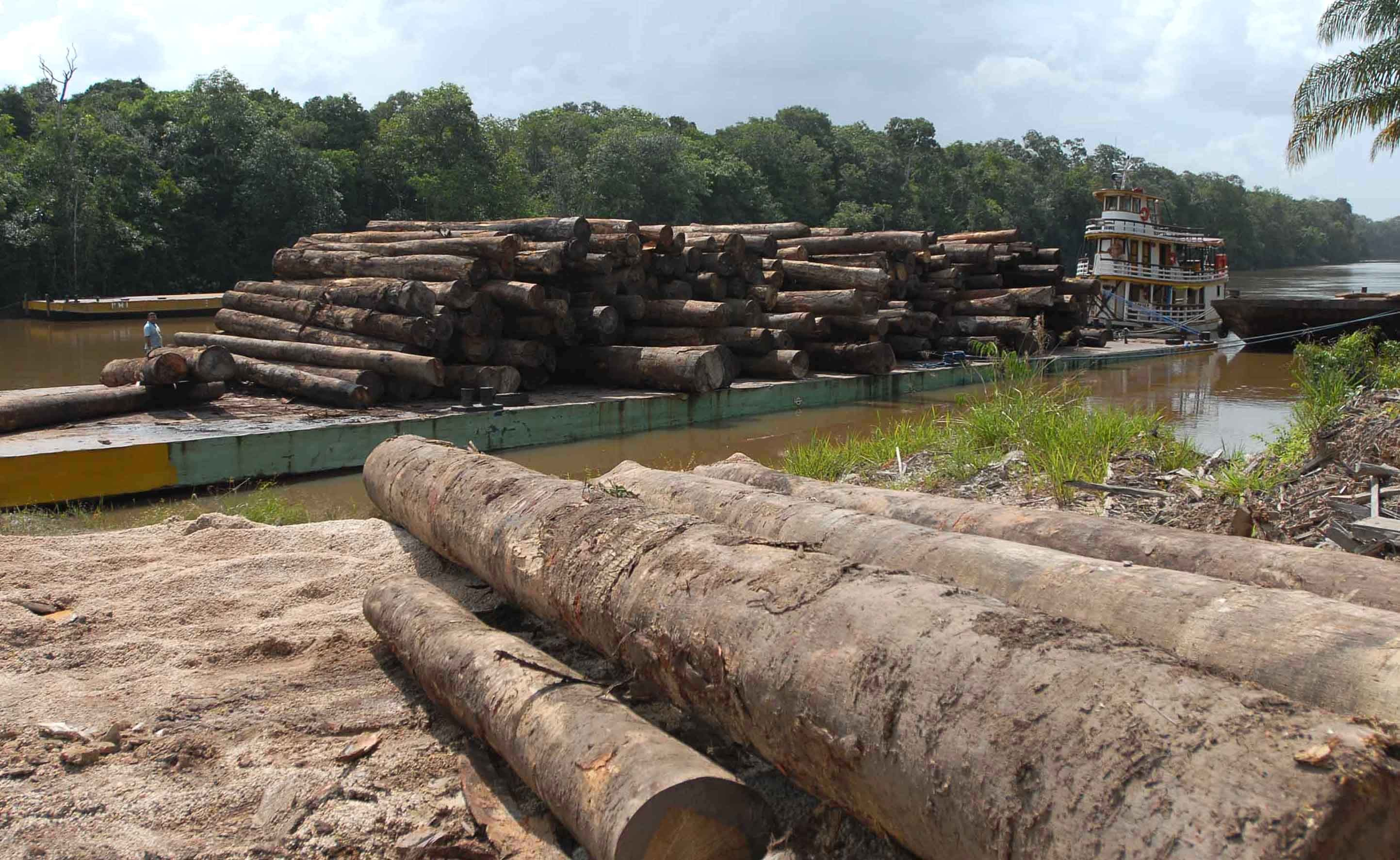
Extração ilegal de madeira

O comércio de animais silvestres é o terceiro maior comércio ilícito do mundo, gerando atualmente 10 bilhões de dólares por ano, sendo que um bilhão tem origem do mercado brasileiro. Em cada 10 animais traficados, apenas um chega ao seu destino final e nove acabam morrendo no momento da captura ou durante o transporte. O mais significativo impacto gerado pelo tráfico de animais é, sem dúvida, o desequilíbrio populacional, já que a captura excessiva é a segunda principal causa da redução populacional de várias espécies, perdendo apenas pela retirada do habitat natural provocada pelo desmatamento.
Em 1992, quando aconteceu no Rio de Janeiro a ECO-92, cerca de 150 países assinaram a regulamentação da Convenção da Biodiversidade. A partir disso, o governo brasileiro editou a medida provisória 2.052, em julho de 2000, esse foi o primeiro passo para estabelecer uma legislação federal sobre biopirataria e o acesso ao patrimônio biológico e genético natural.
A medida prevê que Estados, Municípios, proprietários privados e comunidades indígenas tenham direito a
parte do lucro resultante de produtos obtidos de vegetais e animais descobertos em suas áreas, além de um maior controle das coletas. O Acre e o Amapá são os únicos Estados brasileiros que possuem leis específicas sobre a biopirataria. No Acre, para ter acesso aos recursos naturais da floresta Amazônica, as empresas estrangeiras precisam se associar a uma empresa ou entidade brasileira de pesquisa .

## Unidades de Conservação
Unidades de conservação são espaços com características naturais relevantes, que têm a função de assegurar a representatividade de amostras significativas e ecologicamente viáveis das diferentes populações, habitats e ecossistemas do território nacional e das águas jurisdicionais, preservando o patrimônio biológico existente. As UC asseguram o uso sustentável dos recursos naturais e ainda propiciam às comunidades envolvidas o desenvolvimento de atividades econômicas sustentáveis em seu interior ou entorno .
As unidades de conservação têm protegido o patrimônio ambiental do Brasil desde 1934, com a criação da Floresta Nacional de Lorena (SP). Desde então, a área abrangida por UC tem aumentado, especialmente nos últimos anos, resultando em quase 1,5 milhões de km², ou 16,6% do território continental brasileiro e 1,5% do território marinho, destinados para a conservação da biodiversidade, preservação de paisagens naturais com notável beleza cênica, uso sustentável dos recursos naturais e valorização da diversidade cultural brasileira.
Esses números tornam-se ainda mais expressivos quando comparados com outros países. Enquanto o Brasil tem aproximadamente 17% de seu território continental protegido por UC, no mundo apenas 12,8% dos territórios encontram-se sob proteção legal. Considerando os números absolutos, o Brasil ocupa o 4º lugar em quantidade de área continental destinada a unidades de conservação, 1.411.834 km², ficando atrás somente dos Estados Unidos (2.607.132 km²), Rússia (1.543.466 km²) e China (1.452.693 km²) 

## SNUC
O Sistema Nacional de Unidades de Conservação (SNUC) é composto pelo conjunto de unidades de conservação federais, estaduais, municipais e particulares, distribuídas em doze categorias de manejo. Cada uma dessas categorias se diferencia quanto à forma de proteção e usos permitidos. Há unidades de proteção integral, que precisam de maiores cuidados por sua fragilidade e particularidades ambientais, e há unidades de uso sustentável, cujos recursos naturais podem ser utilizados de forma direta e sustentável e, ao mesmo tempo, serem conservados. Assim, as unidades de conservação formam uma rede, na qual cada categoria contribui de uma forma específica para a conservação dos recursos naturais. A padronização das categorias de UC e o envolvimento das três esferas de governo na gestão e implementação do Sistema possibilitam que as diversas ações voltadas à conservação ambiental convirjam para um objetivo comum.
Somado ao desafio de ampliar a proteção dos biomas está a consolidação das unidades de conservação existentes, especialmente aquelas criadas nos últimos anos. Somente com as unidades de conservação cumprindo efetivamente o seu papel é que realmente se garantirá a manutenção da rica biodiversidade que o Brasil abriga e a sociedade poderá desfrutar dos benefícios econômicos e sociais que esses espaços podem proporcionar. A apropriação das unidades de conservação pela sociedade constitui importante elemento para a sustentabilidade dessas áreas, pois o apoio público legitima a importância da existência desses espaços e exerce efeito direto na adoção de diferentes condutas e políticas em relação ao meio ambiente .